# Димитър Лазаров (революционер)
 Тази статия е за революционера от Радомир.  За революционера от Банско вижте Димитър Тодев.  
Димитър Георгиев Лазаров е български революционер, деец на Вътрешната македонска революционна организация.

## Биография
Лазаров е роден в град Радомир. При избухването на Балканската война в 1912 година е доброволец в Македоно-одринското опълчение. Участва в Първата световна война като старши подофицер в Двадесет и шести пехотен пернишки полк. За отличие във войната със сърби, англичани и французи през 1915 година е награден с орден „За храброст“, IV степен. След войните става четник при Петър Костов – Пашата. На 6 август 1925 година четата участва в сражение в Горна Драчевица, Тиквешко със сръбски войскови части и потери. В сражението са убити войводата на четата, секретарят Петър Станчев и Димитър Лазаров.
Иван Михайлов пише за него в спомените си следното: 
| „ | Димитъръ Лазаровъ отъ Радомиръ, 27-годишенъ. По убеждение анархистъ. Много дружелюбенъ, учтивъ човекъ. Свършилъ гимназия, веднага започва да прави услуги на македонската кауза. | “ |